# Топпин, Джейкоб
Джейкоб Топпин (англ. Jacob Toppin; род. 8 мая 2000, Бруклин, Нью-Йорк) — американский баскетболист, выступающий за клуб НБА «Атланта Хокс». Играет на позиции лёгкого форварда. Младший брат Оби Топпина.

## Профессиональная карьера

### Нью-Йорк / Уэстчестер Никс (2023—2025)
6 июля 2023 года после того, как Топпин не был выбран на драфте НБА 2023 года, он подписал контракт по схеме «Exhibit 10» с «Нью-Йорк Никс», а 22 октября «Никс» конвертировали его сделку в двусторонний контракт.
5 декабря 2023 года Топпин дебютировал в НБА за «Никс» в матче, проигранном со счётом 146–122 команде «Милуоки Бакс». 22 февраля 2024 года он подписал десятидневный контракт с «Нью-Йорком», а 4 марта он вновь подписал двусторонний контракт с «Никс».
14 августа 2024 года Топпин подписал ещё один двусторонний контракт с «Никс».
2 марта 2025 года Топпин был отчислен.

### Атланта Хокс (2025—настоящее время)
4 марта 2025 года Топпин подписал двусторонний контракт с «Атланта Хокс».

## Статистика

### Статистика в НБА
| Сезон                                                                                    | Команда  | Регулярный сезон | Регулярный сезон | Регулярный сезон | Регулярный сезон | Регулярный сезон | Регулярный сезон | Регулярный сезон | Регулярный сезон | Регулярный сезон | Регулярный сезон | Регулярный сезон | Серия плей-офф | Серия плей-офф | Серия плей-офф | Серия плей-офф | Серия плей-офф | Серия плей-офф | Серия плей-офф | Серия плей-офф | Серия плей-офф | Серия плей-офф | Серия плей-офф |
| Сезон                                                                                    | Команда  | GP               | GS               | MPG              | FG%              | 3P%              | FT%              | RPG              | APG              | SPG              | BPG              | PPG              | GP             | GS             | MPG            | FG%            | 3P%            | FT%            | RPG            | APG            | SPG            | BPG            | PPG            |
| ---------------------------------------------------------------------------------------- | -------- | ---------------- | ---------------- | ---------------- | ---------------- | ---------------- | ---------------- | ---------------- | ---------------- | ---------------- | ---------------- | ---------------- | -------------- | -------------- | -------------- | -------------- | -------------- | -------------- | -------------- | -------------- | -------------- | -------------- | -------------- |
| 2023/24                                                                                  | Нью-Йорк | 9                | 0                | 4,2              | 55,6             | 25,0             | 100,0            | 0,8              | 0,3              | 0,0              | 0,1              | 1,4              | Не участвовал  | Не участвовал  | Не участвовал  | Не участвовал  | Не участвовал  | Не участвовал  | Не участвовал  | Не участвовал  | Не участвовал  | Не участвовал  | Не участвовал  |
|                                                                                          | Всего    | 9                | 0                | 4,2              | 55,6             | 25,0             | 100,0            | 0,8              | 0,3              | 0,0              | 0,1              | 1,4              | Не участвовал  | Не участвовал  | Не участвовал  | Не участвовал  | Не участвовал  | Не участвовал  | Не участвовал  | Не участвовал  | Не участвовал  | Не участвовал  | Не участвовал  |
| Наведите курсор мыши на аббревиатуры в заголовке таблицы, чтобы прочесть их расшифровку. |          |                  |                  |                  |                  |                  |                  |                  |                  |                  |                  |                  |                |                |                |                |                |                |                |                |                |                |                |

### Статистика в Джи-Лиге
| Сезон                                                                                    | Команда         | Регулярный сезон | Регулярный сезон | Регулярный сезон | Регулярный сезон | Регулярный сезон | Регулярный сезон | Регулярный сезон | Регулярный сезон | Регулярный сезон | Регулярный сезон | Регулярный сезон | Серия плей-офф | Серия плей-офф | Серия плей-офф | Серия плей-офф | Серия плей-офф | Серия плей-офф | Серия плей-офф | Серия плей-офф | Серия плей-офф | Серия плей-офф | Серия плей-офф |
| Сезон                                                                                    | Команда         | GP               | GS               | MPG              | FG%              | 3P%              | FT%              | RPG              | APG              | SPG              | BPG              | PPG              | GP             | GS             | MPG            | FG%            | 3P%            | FT%            | RPG            | APG            | SPG            | BPG            | PPG            |
| ---------------------------------------------------------------------------------------- | --------------- | ---------------- | ---------------- | ---------------- | ---------------- | ---------------- | ---------------- | ---------------- | ---------------- | ---------------- | ---------------- | ---------------- | -------------- | -------------- | -------------- | -------------- | -------------- | -------------- | -------------- | -------------- | -------------- | -------------- | -------------- |
| 2023/24                                                                                  | Уэстчестер Никс | 42               | 41               | 35,1             | 45,7             | 32,3             | 78,1             | 7,8              | 2,6              | 1,1              | 0,9              | 17,8             | Не участвовал  | Не участвовал  | Не участвовал  | Не участвовал  | Не участвовал  | Не участвовал  | Не участвовал  | Не участвовал  | Не участвовал  | Не участвовал  | Не участвовал  |
|                                                                                          | Всего           | 42               | 41               | 35,1             | 45,7             | 32,3             | 78,1             | 7,8              | 2,6              | 1,1              | 0,9              | 17,8             | Не участвовал  | Не участвовал  | Не участвовал  | Не участвовал  | Не участвовал  | Не участвовал  | Не участвовал  | Не участвовал  | Не участвовал  | Не участвовал  | Не участвовал  |
| Наведите курсор мыши на аббревиатуры в заголовке таблицы, чтобы прочесть их расшифровку. |                 |                  |                  |                  |                  |                  |                  |                  |                  |                  |                  |                  |                |                |                |                |                |                |                |                |                |                |                |

### Статистика в NCAA
| Сезон | Команда    | Conf       | Class      | GP  | GS | MPG  | FG%  | 3P%  | FT%  | RPG | APG | SPG | BPG | PPG  |
| --- | ---------- | ---------- | ---------- | --- | -- | ---- | ---- | ---- | ---- | --- | --- | --- | --- | ---- |
| 2019/20 | Род-Айленд | A-10       | FR         | 30  | 3  | 18,5 | 42,6 | 24,5 | 64,4 | 3,9 | 0,5 | 0,4 | 0,4 | 5,1  |
| 2020/21 | Кентукки   | SEC        | SO         | 24  | 2  | 17,1 | 44,4 | 30,8 | 78,0 | 3,5 | 0,7 | 0,5 | 0,3 | 5,2  |
| 2021/22 | Кентукки   | SEC        | JR         | 29  | 4  | 17,7 | 55,6 | 40,0 | 74,5 | 3,2 | 1,1 | 0,3 | 0,6 | 6,2  |
| 2022/23 | Кентукки   | SEC        | SR         | 33  | 31 | 31,4 | 46,3 | 30,5 | 66,4 | 6,8 | 2,2 | 0,5 | 0,5 | 12,4 |
| Всего | Всего      | Всего      | Всего      | 116 | 40 | 21,7 | 47,1 | 28,9 | 69,5 | 4,5 | 1,2 | 0,4 | 0,4 | 7,4  |
| Род-Айленд | Род-Айленд | Род-Айленд | Род-Айленд | 30  | 3  | 18,5 | 42,6 | 24,5 | 64,4 | 3,9 | 0,5 | 0,4 | 0,4 | 5,1  |
| Кентукки | Кентукки   | Кентукки   | Кентукки   | 86  | 37 | 22,8 | 48,1 | 31,7 | 70,6 | 4,7 | 1,4 | 0,4 | 0,4 | 8,3  |
| Наведите курсор мыши на аббревиатуры в заголовке таблицы, чтобы прочесть их расшифровку Статистика приведена с сайта sports-reference.com |            |            |            |     |    |      |      |      |      |     |     |     |     |      |